# Мутерштат
Мутерштат (њем. Mutterstadt) општина је у њемачкој савезној држави Рајна-Палатинат. Једно је од 25 општинских средишта округа Рајна-Палатинат. Према процјени из 2010. у општини је живјело 12.640 становника. Посједује регионалну шифру (AGS) 7338019.

## Географски и демографски подаци
Мутерштат се налази у савезној држави Рајна-Палатинат у округу Рајна-Палатинат. Општина се налази на надморској висини од 96 метара. Површина општине износи 20,5 km². У самом мјесту је, према процјени из 2010. године, живјело 12.640 становника. Просјечна густина становништва износи 617 становника/km².

## Међународна сарадња
| Мјесто | Држава    | Врста сарадње | Од    |
| ------ | --------- | ------------- | ----- |
|        | Француска | партнерство   | 2000. |
|        | Пољска    | партнерство   | 2003. |
|        | Француска | партнерство   | 2004. |
| Извор  |           |               |       |